# Agrilus betulanigrae
Agrilus betulanigrae är en skalbaggsart som beskrevs av Macrae 2003. Agrilus betulanigrae ingår i släktet Agrilus och familjen praktbaggar. Inga underarter finns listade i Catalogue of Life.